# Tour de chauffe

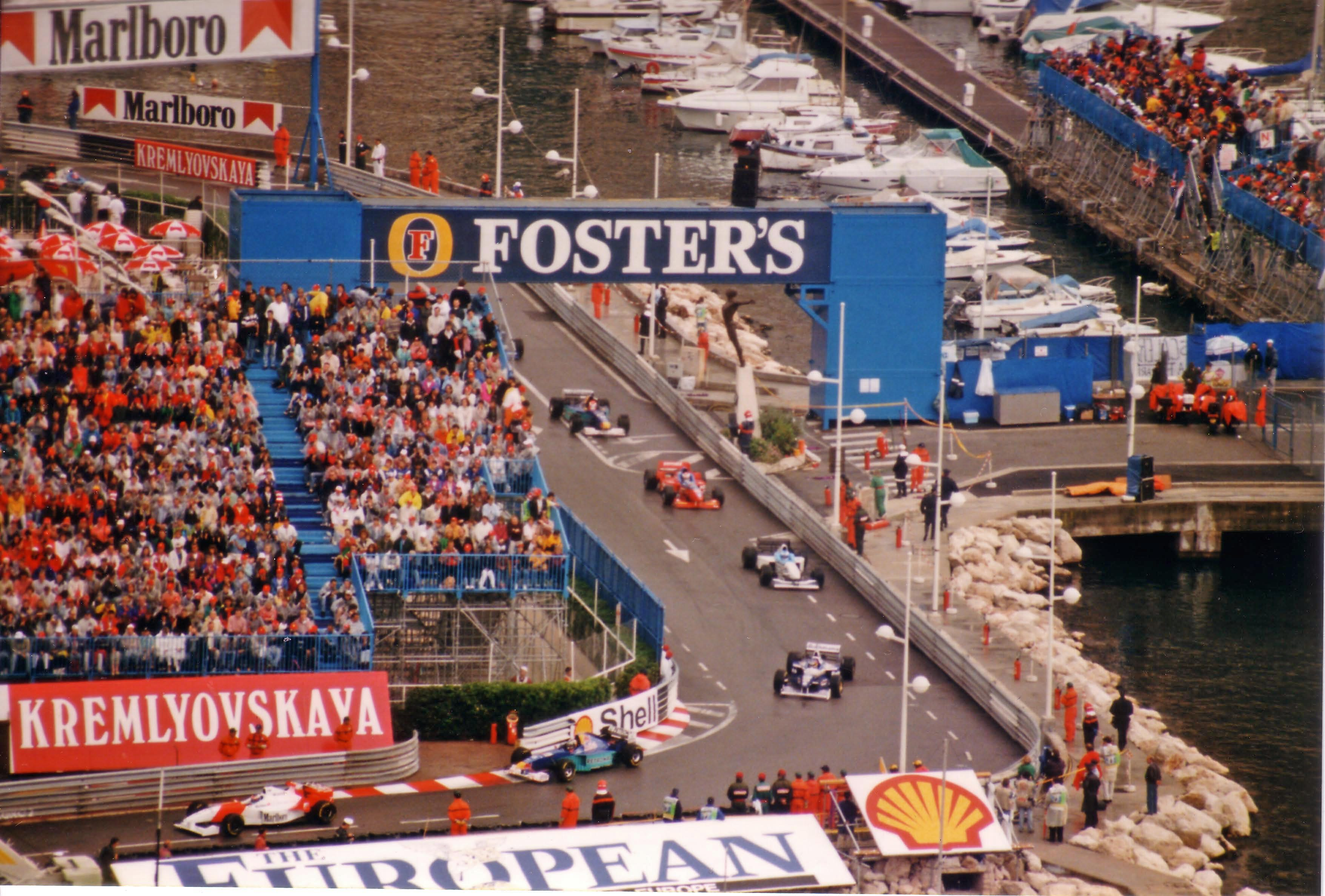
Tour de formation du Grand Prix de Formule 1 de Monaco en 1996.

En sports mécaniques, le tour de chauffe, appelé aussi tour de formation ou tour de mise en place (warm-up lap en anglais), est un tour de circuit effectué par les participants d'une course avant le départ de celle-ci. Les pilotes font le tour du circuit à vitesse réduite, parfois derrière la voiture de sécurité en compétition automobile. Ce tour permet aux pilotes de vérifier l'état du circuit et les conditions de roulage, de même que de mettre en température le moteur, les pneus et les freins (ils effectuent pour cela des zigzags et des accélérations-freinages), et de s'assurer du bon comportement du véhicule.
Sur les circuits courts (comme le circuit de Brands Hatch en Angleterre), deux tours de chauffe sont effectués. Le dépassement est généralement autorisé en compétition moto, mais interdit en compétition automobile.
Selon les championnats ou les conditions climatiques, le tour de formation donne lieu soit à un départ lancé, soit à un départ arrêté depuis la grille de départ.

## Particularités des catégories
En Formule 1, le nom officiel du tour de chauffe est « tour de formation » (« Formation lap »). Une voiture qui n'arrive pas à démarrer à temps de la grille de départ pour le tour de formation peut reprendre sa place dans le peloton si elle le rattrape avant la fin du tour, sinon elle devra s'installer en fond de grille pour prendre le départ de la course. Si la voiture n'arrive pas du tout à démarrer, elle est poussée par les mécaniciens dans les stands et elle prendra éventuellement le départ depuis la ligne des stands, en queue de peloton. Jusqu'en 2003, une séance de warm-up de 15 minutes se tenait également le matin précédent le Grand Prix.
En MotoGP et en championnat du monde de Superbike, ce tour porte officiellement le nom « tour de chauffe ». Le départ est donné arrêté.
En NASCAR, dont les épreuves se disputent généralement sur circuit ovale, ce tour s'appelle « pace lap » (« tour de mise en rythme »). Il est exécuté derrière la voiture de sécurité (appelée « Pace car ») à la même vitesse que celle autorisée dans la voie des stands. Le départ est donné lancé.

## Incidents
Les tours de chauffe ont été à plusieurs fois le théâtre d'incidents. Aux 500 miles d'Indianapolis 1999, une collision a eu lieu pendant le tour de chauffe, causant l'abandon de trois voitures. Au Grand Prix de France de F1 1996, Michael Schumacher dut abandonner pendant le tour de formation à cause d'une casse moteur. Au Grand Prix de Saint-Marin 1991, le tour de formation a eu lieu sous la pluie. Alain Prost et Gerhard Berger y connurent des sorties de route ; Berger réussit à rejoindre la grille de départ, mais Prost dut abandonner. Au Grand Prix moto de Valence 2009, sur le circuit de Valence Ricardo Tormo, le pilote Ducati Casey Stoner abandonna après une sortie de piste dès le second virage.